# 메이즈 헌터: 살인곰의 습격
《메이즈 헌터: 살인곰의 습격》(영어: Into the Grizzly Maze 혹은 영어: Red Machine, 영어: Endangered, 영어: Grizzly)는 2015년 6월에 제한 상영된 미국의 액션 공포 스릴러 영화이다. 데이비드 해클이 감독을 맡고, 제임스 마즈든, 토머스 제인, 파이퍼 페러보, 스콧 글렌, 빌리 밥 손턴 등이 출연하였다.

## 줄거리
알래스카주 보안관보 베킷은 막 출소한 동생 로언과 재회한다. 이 사이 나쁜 형제는 지역 보안관, 연인들을 동반하여 그리즐리 메이즈에서 사람들을 살해 중인 무자비한 회색곰과 싸우게 된다.
사냥꾼 더글러스는 이 곰이 지능이 뛰어난 개체이며, 허기나 영역 확보 때문이 아니라 밀렵과 벌목에 복수를 하려는 것 같다고 추측한다.

## 출연
- 제임스 마즈든 - 로언 역
- 토머스 제인 - 베킷 역
- 빌리 밥 손턴 - 더글러스, 사냥꾼, 도축업자 역
- 파이퍼 페러보 - 미셸, 농아, 자연 전문 사진작가, 환경 보호 운동가, 베킷의 아내 역
- 스콧 글렌 - 설리 역
- 메리엘 벌론제이 - 메리 캐딜랙, 로언의 친구 역
- 애덤 비치 - 조니 캐딜랙, 메리의 남편 역
- 미케일라 맥매너스 - 케일리, 로언의 전 여자친구 역
- 루이자 돌리베이라 - 조이, 보안관보 역
- 패트릭 서봉기 - 마커스 역
- 바트 더 베어 - 레드 머신 역
- 세라 데이저댄 - 시드디 역
- 세스 아이작 존슨 - 어린 베킷 역
- 리스 알렉산더 - 제리 스미스 역
- 마이클 존슨 - 패트릭 역
- 켈리 커런 - 앰버, 매춘부 역
- 숀 O. 로버츠 - 프랭코, 앰버의 남자친구 역
- 빌 크로프트 - 파이크 역
- 마크 애치슨 - 둘리 역
- 게리 초크 - 그레그 역
- 앨빈 샌더스 - 바텐더 역

## 기타 제작진
- 총괄 제작: 앤드루 골로프, 도미닉 아이아노, 스튜어트 폴럭
- 배역: 조이 폴 젠슨, 니너 퍼리크
- 미술: 팅크, 에이자 카이 라울리
- 세트: 데니즈 내드레이드레이
- 의상·분장: 리베카 소런슨

## 반응
리뷰 애그리게이터 웹사이트 로튼 토마토에 올라온 평론 11편은 36% 지지도를 보였으며 10점 만점에 평균 평점 4.5를 기록하였다. 비평 4편이 올라온 메타크리틱 점수는 43%로, "엇갈리거나 평균"에 해당하는 결과가 나왔다.